# Lilla Lergrund
Lilla Lergrund är en klippa i Finland.   Den ligger i kommunen Kyrkslätt i den ekonomiska regionen  Helsingfors  och landskapet Nyland, i den södra delen av landet, 30 km sydväst om huvudstaden Helsingfors.
Terrängen runt Lilla Lergrund är mycket platt.  Närmaste större samhälle är Kyrkslätt, 18,8 km norr om Lilla Lergrund. 